# Lac Trichonída
Le lac Trichonída (en grec moderne : Λίμνη Τριχωνίδα) est le plus grand lac naturel de Grèce. Il est situé dans la partie orientale du district régional d'Étolie-Acarnanie en Grèce-Occidentale, au sud-est de la ville d'Agrínio et au nord-ouest de Naupacte. Il couvre une superficie de 98,6 km2 avec une longueur maximale de 19 km et une profondeur de 58 m.
Il y a un million d'années, le lac était plus grand, il couvrait toute une région qui est devenue une plaine. Il est maintenant bordé au nord et au nord-est par le massif du Panetolikó (en).  Ses abords sont constitués de forêts d'érables et de pins. La zone abrite près de 200 espèces d'oiseaux.

## Galerie

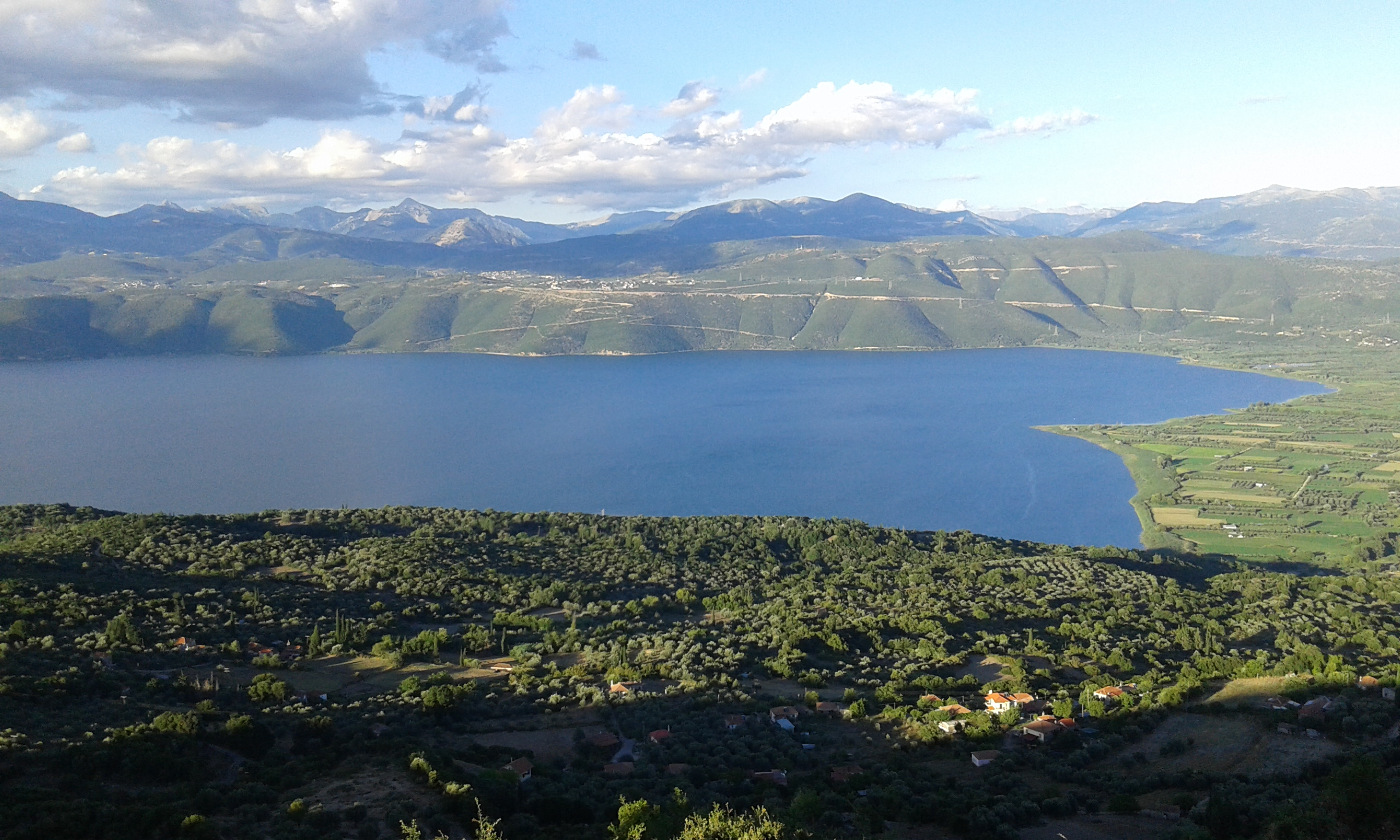
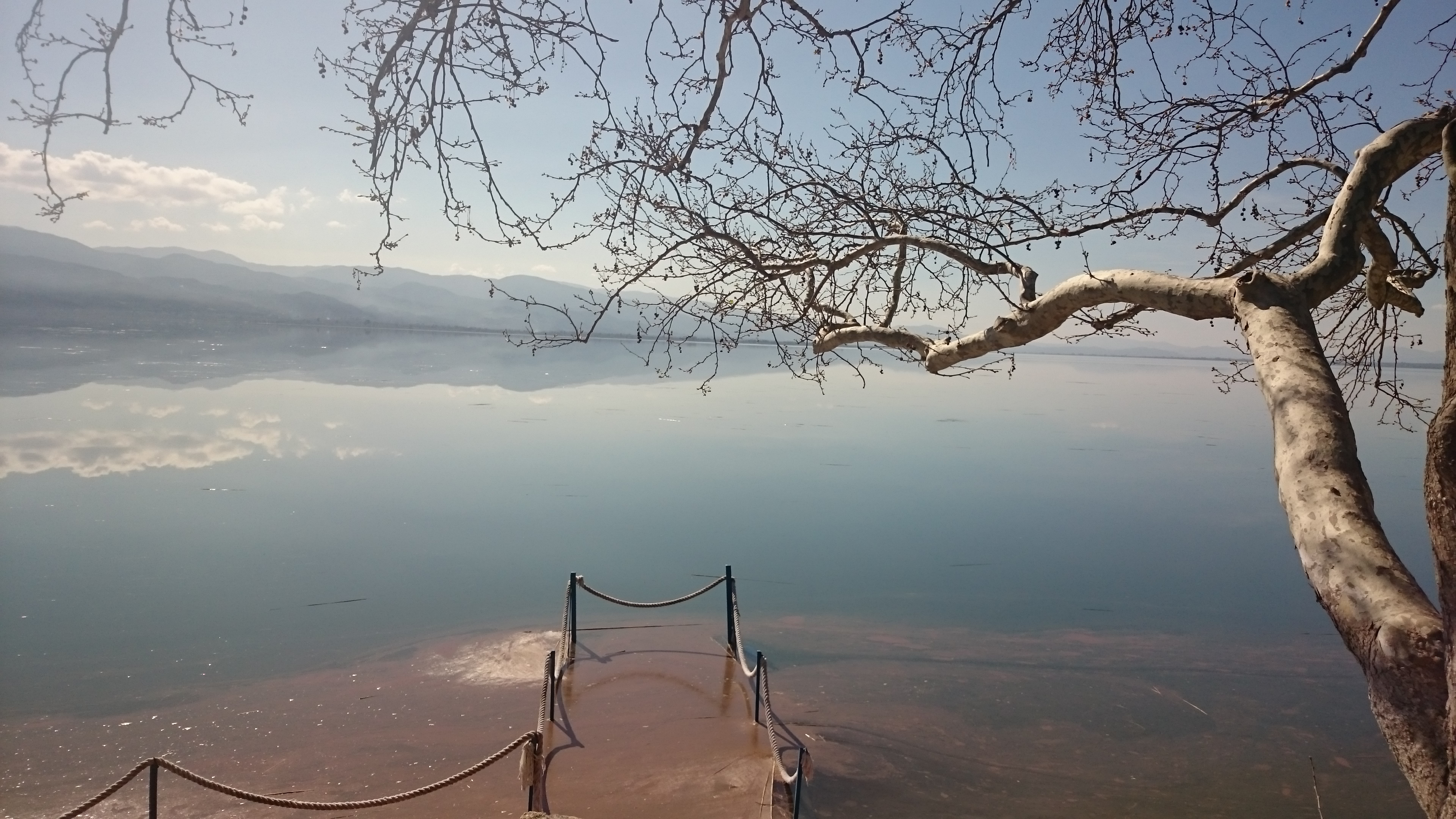
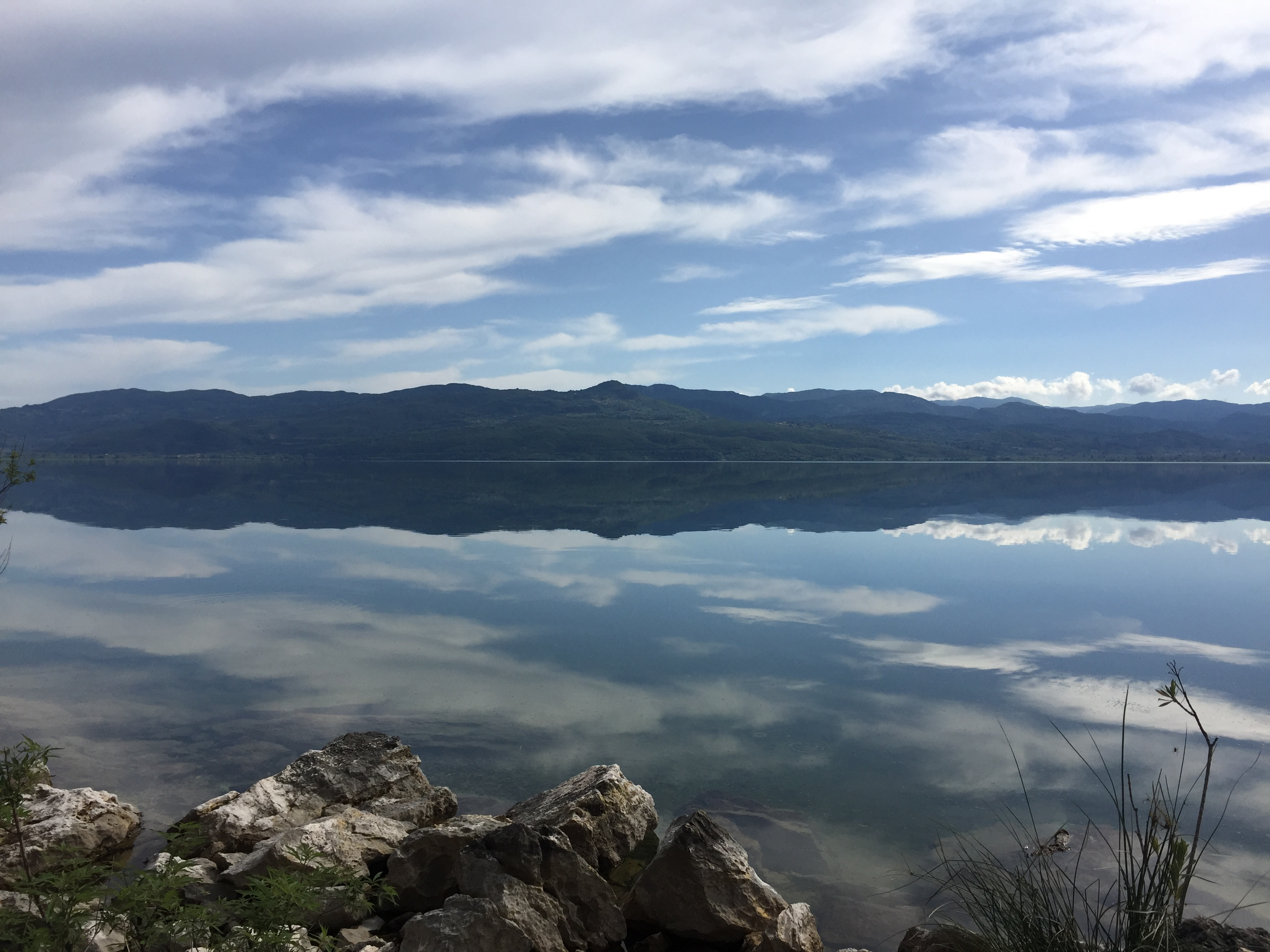
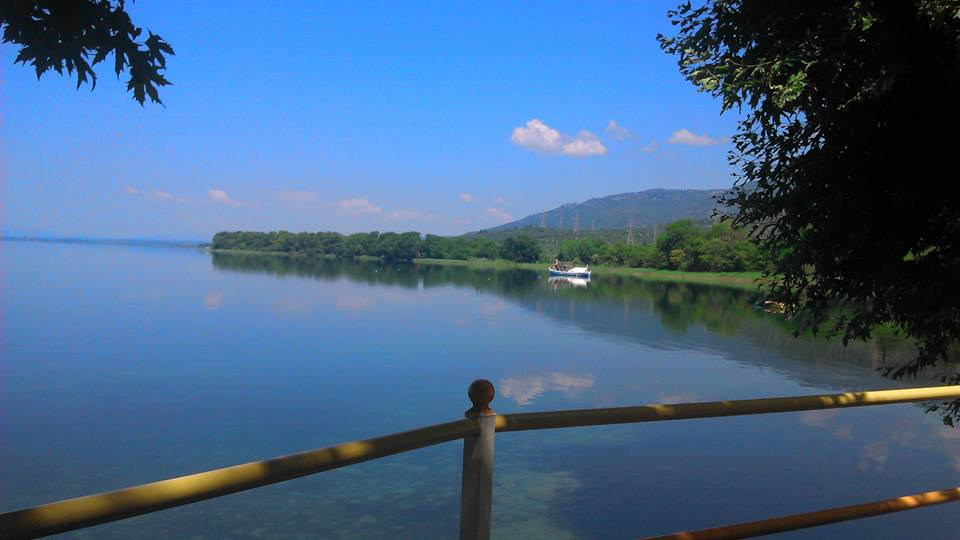
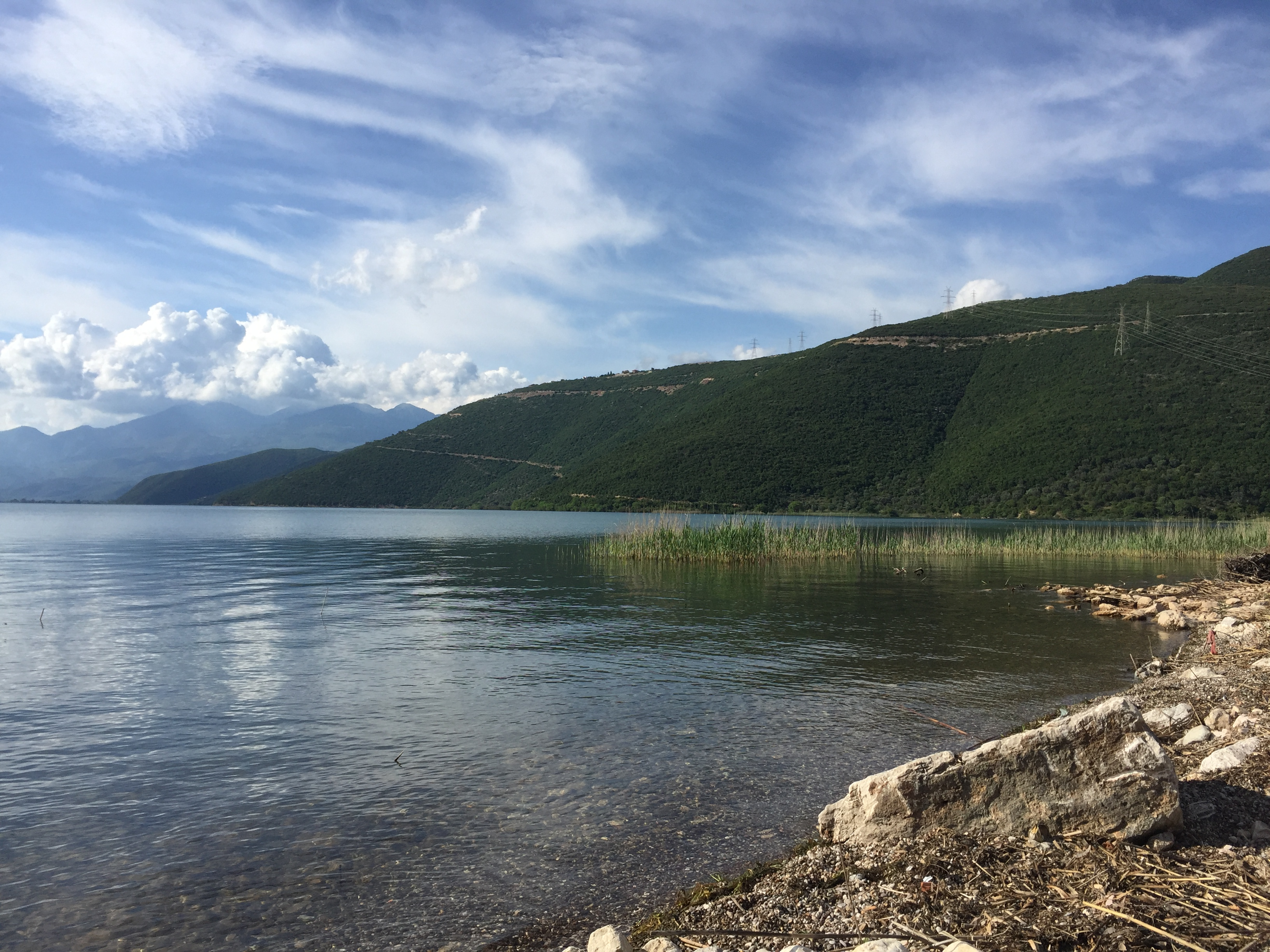